# Cuprosklodowskit
Das Mineral Cuprosklodowskit (in älteren Quellen auch Jachymovit) ist ein selten vorkommendes Inselsilikat mit der chemischen Zusammensetzung Cu[(UO2)2(SiO3OH)2]·6H2O und damit chemisch gesehen ein wasserhaltiges Kupfer-Uranylsilikat mit zusätzlichen Hydroxidionen.
Cuprosklodowskit kristallisiert im triklinen Kristallsystem und entwickelt faserige bis nadelige Kristalle, die meist in radialstrahligen Mineral-Aggregaten angeordnet sind oder dünne Krusten bilden. Das durchsichtige bis durchscheinende Mineral ist von gelbgrüner bis grasgrüner Farbe und weist auf den Oberflächen einen wachs- bis glasähnlichen Glanz auf.

## Etymologie und Geschichte
Cuprosklodowskit wurde erstmals 1933 von dem belgischen Mineralogen Johannes Franciscus Vaes (1902–1978) an einer Mineralprobe aus Katanga (damals Belgisch-Kongo) als Variante des Sklodowskits beschrieben. Buttgenbach benannte schließlich das von Vaes gefundene Mineral in der irrtümlichen Annahme, dass es sich dabei tatsächlich um das strukturelle Kupfer-Analogon von Sklodowskit handelt, der wiederum zu Ehren von Marie Sklodowska-Curie benannt wurde. 1935 wurde es unabhängig davon von Radim Nováček an einer Probe aus Jáchymov (St. Joachimsthal) beschrieben, der es nach dem Fundort Jachymovit benannte. Die Identität beider Mineralproben wurde kurze Zeit später von Nováček (1935) und Valère Louis Billiet (1936) erkannt.
Als Typlokalität gilt inzwischen die Uran-Kupfer-Lagerstätte Kalongwe etwa 60 km südwestlich von Kolwezi in der Provinz Lualaba der Demokratischen Republik Kongo. Das Typmaterial befindet sich an der Universität von Lüttich (Katalog Nr. 16.655) in Belgien.
Der ältere Name Jachymovit sollte nicht mit dem seit 1996 anerkannten basischen Uranylsulfat Jáchymovit verwechselt werden.

## Klassifikation
In der veralteten 8. Auflage der Mineralsystematik nach Strunz gehörte der Cuprosklodowskit zur Mineralklasse der „Silikate“ und dort zur Abteilung „Neso-Subsilikate“, wo er gemeinsam mit Boltwoodit, Kasolit, Sklodowskit, Uranophan und Parauranophan in der „Uranophan-(β-Uranophan)-Gruppe“ mit der Systemnummer VIII/A’.14 steht.
In der zuletzt 2018 überarbeiteten Lapis-Systematik nach Stefan Weiß, die formal auf der alten Systematik von Karl Hugo Strunz in der 8. Auflage basiert, erhielt das Mineral die System- und Mineralnummer VIII/B.34-020. Dies entspricht der Klasse der „Silikate“ und dort der Abteilung „Inselsilikate mit tetraederfremden Anionen“, wo Cuprosklodowskit zusammen mit Boltwoodit, Kasolit, Natroboltwoodit, Oursinit, Sklodowskit, Uranophan und Uranophan-β eine unbenannte Gruppe mit der Systemnummer VIII/B.34 bildet.
Die von der International Mineralogical Association (IMA) zuletzt 2009 aktualisierte 9. Auflage der Strunz’schen Mineralsystematik ordnet den Cuprosklodowskit in die Klasse der „Silikate und Germanate“ und dort in die Abteilung „Inselsilikate (Nesosilikate)“ ein. Hier ist das Mineral in der Unterabteilung „Uranyl-Insel- und Polysilikate“ zu finden, wo es zusammen mit Oursinit und Sklodowskit die „Sklodowskit-Cuprosklodowskit-Gruppe“ mit der Systemnummer 9.AK.10 bildet.
In der vorwiegend im englischen Sprachraum gebräuchlichen Systematik der Minerale nach Dana hat Cuprosklodowskit die System- und Mineralnummer 53.03.01.04. Das entspricht der Klasse der „Silikate“ und dort der Abteilung „Inselsilikate: SiO4-Gruppen und andere Anionen komplexer Kationen“. Hier findet er sich innerhalb der Unterabteilung „Inselsilikate: SiO4-Gruppen und andere Anionen komplexer Kationen mit (UO2)“ in der „Uranophangruppe“, in der auch Kasolit, Uranophan, Sklodowskit, Boltwoodit, Natroboltwoodit, Oursinit, Swamboit-(Nd) und Parauranophan eingeordnet sind.

## Kristallstruktur
Cuprosklodowskit kristallisiert in der triklinen Raumgruppe P1 (Raumgruppen-Nr. 2) mit den Gitterparametern a = 7,05 Å; b = 9,27 Å; c = 6,66 Å mit α = 109,2° β = 89,8° und γ = 110,0° sowie einer Formeleinheit pro Elementarzelle.
Die Grundstruktur des Cuprosklodowskits besteht aus Schichten kettenförmiger, kantenverknüpfter pentagonal-bipyramidaler Uranyleinheiten, deren äquatoriale Sauerstoffatome jeweils durch tetraedrisch koordinierte Siliciumatome verbunden sind. Die Siliciumatome koordinieren dabei drei Uranyleinheiten; die vierte Bindungsstelle wird dabei durch ein Hydroxid-Ion abgesättigt. Das Cu2+-Ion verbindet zwei aneinandergrenzende Schichten, indem es zwei Sauerstoffatome von sich gegenüberstehenden Uranyl-Einheiten verbrückt (∠(U-O-Cu) = 142,38°, ∠(O-Cu-O) = 180°). Obwohl die chemische Analyse es nahelegt, den Cuprosklodowskit als Kupfer-Analogon des Sklodowskit zu beschreiben ist dies aus kristallographischer Sicht nicht korrekt. Die Unterschiede im Kristallsystem (triklin vs. monoklin) sowie die unterschiedliche Verknüpfung der Uranyl-Silikatschichten durch die zweiwertigen Kationen (Cu2+ vs. Mg2+) zeigen deutlich, dass diese beiden Minerale sich stärker voneinander unterscheiden, als es die Namensgebung zunächst vermuten lässt.
| Kristallstruktur von Cuprosklodowskit als Polyeder-Modell                                                                                    |
| --- |
| - in Richtung der kristallographischen a-Achse - in Richtung der kristallographischen b-Achse - in Richtung der kristallographischen c-Achse |
| Farblegende: 0 _ U 0 _ O 0 _ Si 0 _ Cu 0 _ Wassermoleküle                                                                                    |

## Eigenschaften
Das Mineral ist durch seinen Urangehalt von über 55 % radioaktiv. Unter Berücksichtigung der Mengenanteile der radioaktiven Elemente in der idealisierten Summenformel sowie der Folgezerfälle der natürlichen Zerfallsreihen wird für das Mineral eine spezifische Aktivität von etwa 98,9 kBq/g angegeben (zum Vergleich: natürliches Kalium 0,0312 kBq/g). Der zitierte Wert kann je nach Mineralgehalt und Zusammensetzung der Stufen deutlich abweichen, auch sind selektive An- oder Abreicherungen der radioaktiven Zerfallsprodukte möglich und ändern die Aktivität.

## Bildung und Fundorte

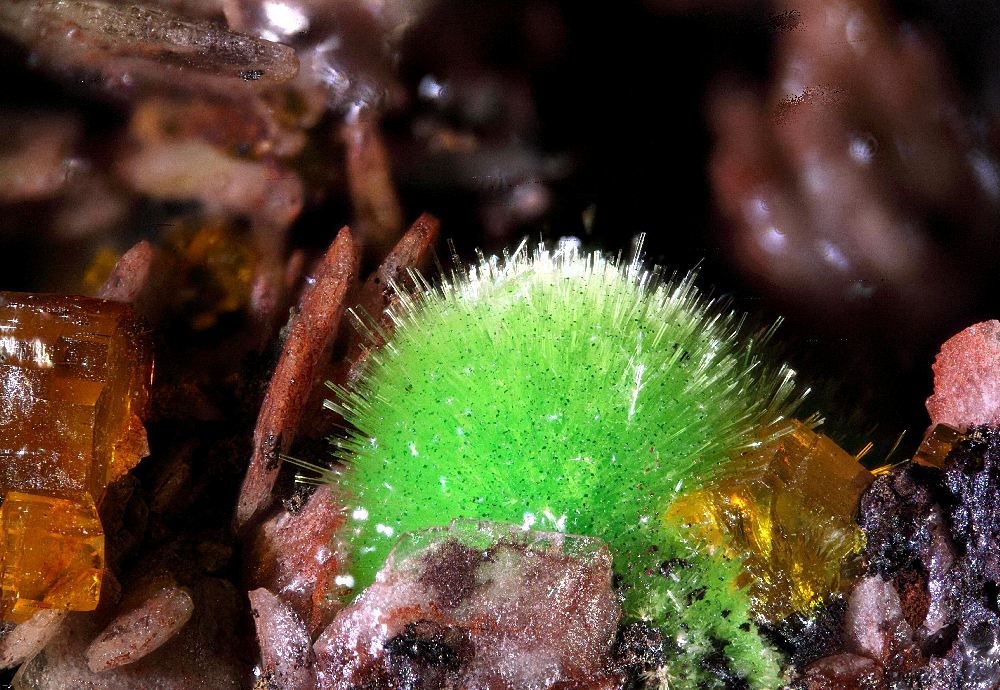
Äußerst seltener Cuprosklodowskit in Paragenese mit Billietit aus der Grube Krunkelbach, Menzenschwand, Deutschland (Bildbreite: 6 mm)

Cuprosklodowskit kommt in der Verwitterungszone primärer Uranerze vor. Als Begleitminerale können unter anderem Becquerelit, Brochantit, Uranophan, Kasolit, Vandenbrandeit, Liebigit und Compreignacit auftreten.
Als seltene Mineralbildung konnte Cuprosklodowskit nur an wenigen Orten nachgewiesen werden, wobei bisher weltweit rund 60 Fundstellen dokumentiert sind (Stand 2020). Außer an seiner Typlokalität, der Uran-Kupfer-Lagerstätte Kalongwe, trat das Mineral in der Demokratischen Republik Kongo noch in der Kamoto Principal Mine bei Kamoto sowie der Kasompi Mine, der Kolwezi Mine und der für ihren Mineralreichtum bekannten Musonoi Mine in der Provinz Lualaba auf. Daneben fand sich Cuprosklodowskit noch in der Kambove Principal Mine, der Shinkolobwe Mine und der Luiswishi Mine in der Provinz Haut-Katanga. 
In Deutschland kennt man Cuprosklodowskit bisher nur aus der ehemaligen Grube Krunkelbach bei Menzenschwand in Baden-Württemberg, im Rhyolith-Steinbruch Fuchs an der Hartkoppe bei Seilauf in Unterfranken und der Granit-Abhang Naabranken bei Wölsendorf in der Oberpfalz in Bayern sowie in der Grube Uranus bei Kleinrückerswalde und die Weißer Hirsch Fundgrube bei Neustädtel (Schneeberg) im sächsischen Erzgebirge.
In der Schweiz fand sich das Mineral bisher nur auf der Mürtschenalp im Kanton Glarus sowie in den Uranlagerstätten Grand Alou in der Gemeinde Nendaz, Col des Mines in der Gemeinde Isérables und am Bella Tola bei Saint-Luc im Kanton Wallis.
Weitere Fundorte liegen unter anderem in Argentinien, Frankreich, Iran, Italien, Japan, Kanada, Mexiko, Marokko, Polen, Spanien, Tschechien, im Vereinigten Königreich (England) und den Vereinigten Staaten von Amerika (Kalifornien, Nevada, New Mexico, Utah).

## Vorsichtsmaßnahmen
Aufgrund der Toxizität und der Radioaktivität des Minerals sollten Mineralproben vom Cuprosklodowskit nur in staub- und strahlungsdichten Behältern, vor allem aber niemals in Wohn-, Schlaf- und Arbeitsräumen aufbewahrt werden. Ebenso sollte eine Aufnahme in den Körper (Inkorporation, Ingestion) auf jeden Fall verhindert und zur Sicherheit direkter Körperkontakt vermieden sowie beim Umgang mit dem Mineral Atemschutzmaske und Handschuhe getragen werden.